# Burgstall Handwerk
Der Burgstall Handwerk bezeichnet eine abgegangene hoch- oder spätmittelalterliche Turmhügelburg (Motte), nordwestlich der Kirche von Handwerk, einem Ortsteil der Gemeinde Unterdietfurt im Landkreis Rottal-Inn in Bayern. Die Stelle ist heute als Bodendenkmal Nummer D-2-7542-0030: Verebneter Burgstall des hohen und späten Mittelalters. geschützt.

## Beschreibung
Von der ehemaligen Mottenanlage ist nichts erhalten, der Burgstall ist eingeebnet. 